# Dasan (forskningsstation)

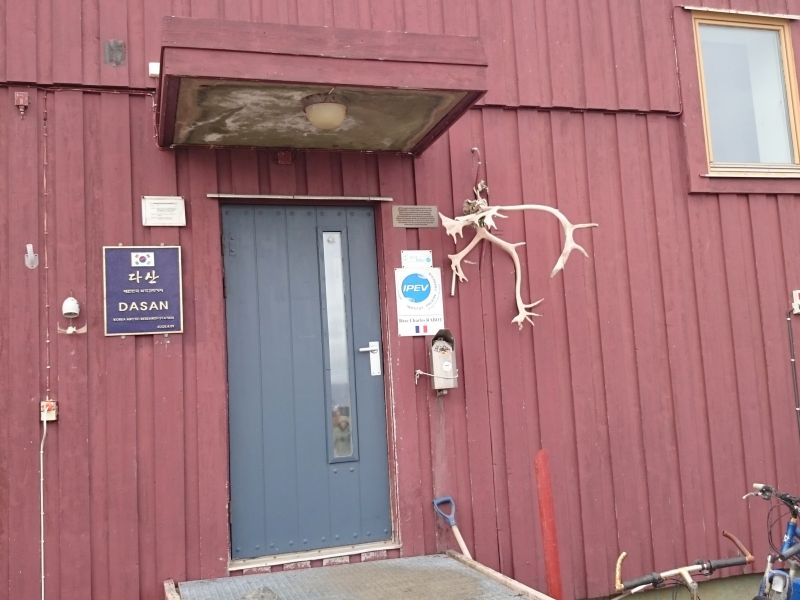
Entrén till Forskningsstationen Charles Rabot och Forskningsstationen DASAN

Dasan är en sydkoreansk forskningsstation i Ny-Ålesund i Spetsbergen. Den etablerades 2002, och används främst för forskning inom geologi och biologi. Stationen drivs av det koreanska polarforskningsinstitutet KOPRI. 